# 2022년 지토미르 공격
2022년 지토미르 공격은 2022년 러시아의 우크라이나 침공의 일환 중, 2022년 2월 27일 자토미르 민간 공항에 대한 공격이었다. 3월에는 도시 자체에 대한 공격이 이어졌다. 공항은 우크라이나의 수도 키이우에서 약 150km 떨어진 지토미르주의 지토미르 마을 근처에 있었다. 러시아군은 벨라루스에 위치한 9K720 이스칸데르 미사일을 사용한 것으로 알려졌다.

## 연표

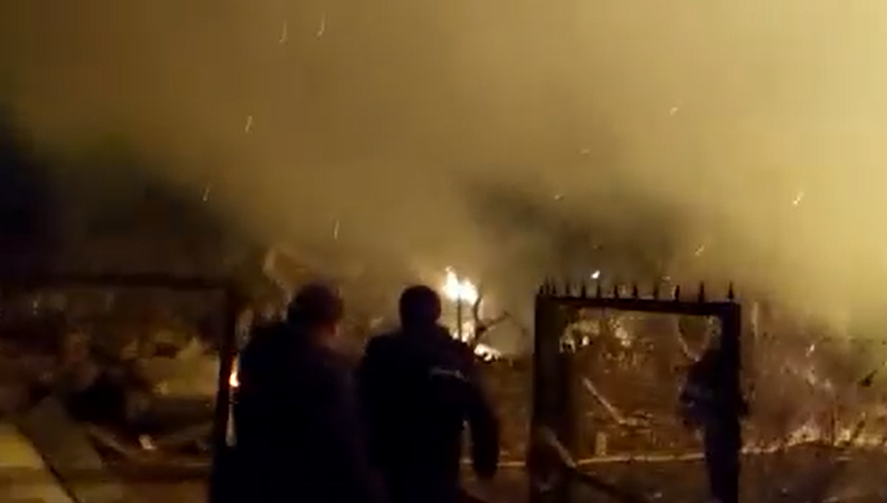
지토미르 공항 공격, 2022년 2월 27일

3월 1일 늦은 저녁 러시아군이 도시의 주거 지역을 공격했다. 슈헤비치 거리와 도시 병원에 있는 약 10개의 주거용 건물이 손상을 입었다. 몇 개의 폭탄이 도시에 떨어져 최소 2명의 우크라이나 민간인이 사망하고 3명이 부상을 입었다.
3월 2일, 포탄이 지역 분만 센터와 일부 개인 주택을 강타했다.
3월 4일에 로켓이 25번째 지토미르 학교를 공격하여 학교의 절반을 파괴했다. 저녁에는 "오제르네와 지토미르 군수 공장"이 공격을 받아 2명이 부상을 입었다.
3월 8일에는 공습으로 기숙사가 타격을 받고 이소바트 공장이 피해를 입었다.
3월 9일, 도시 외곽(오제르네 지역)이 공격을 받았다.